# Brissy-Hamégicourt
Brissy-Hamégicourt ist eine französische Gemeinde mit 653 Einwohnern (Stand: 1. Januar 2022) im Département Aisne in der Region Hauts-de-France (vor 2016: Picardie); sie gehört zum Arrondissement Saint-Quentin und zum Kanton Ribemont.

## Geografie
Die Gemeinde Brissy-Hamégicourt liegt an der Oise und am Canal de la Sambre à l’Oise, etwa 13 Kilometer südsüdöstlich von Saint-Quentin. In der Gemeinde überquert die Autoroute A26 das Oisetal. Im Nordosten der Gemeinde stehen drei Windkraftanlagen. Nachbargemeinden von Brissy-Hamégicourt sind  Alaincourt im Nordwesten und Norden, Séry-lès-Mézières im Norden und Nordosten, Renansart im Osten und Südosten, Brissay-Choigny im Süden sowie Moÿ-de-l’Aisne im Westen.

## Geschichte
1965 wurden die Gemeinden Brissy und Hamégicourt vereinigt.

### Bevölkerungsentwicklung
| Jahr                       | 1962 | 1968 | 1975 | 1982 | 1990 | 1999 | 2006 | 2013 | 2021 |
| Einwohner                  | 413  | 814  | 741  | 726  | 715  | 626  | 637  | 640  | 653  |
| Quellen: Cassini und INSEE |      |      |      |      |      |      |      |      |      |

## Sehenswürdigkeiten
- Kirche Saint-Maixent in Brissy aus dem 15. Jahrhundert
- Kirche Sainte-Benoîte in Hamégicourt aus dem 15. Jahrhundert
- Altes Rathaus von Hamégicourt

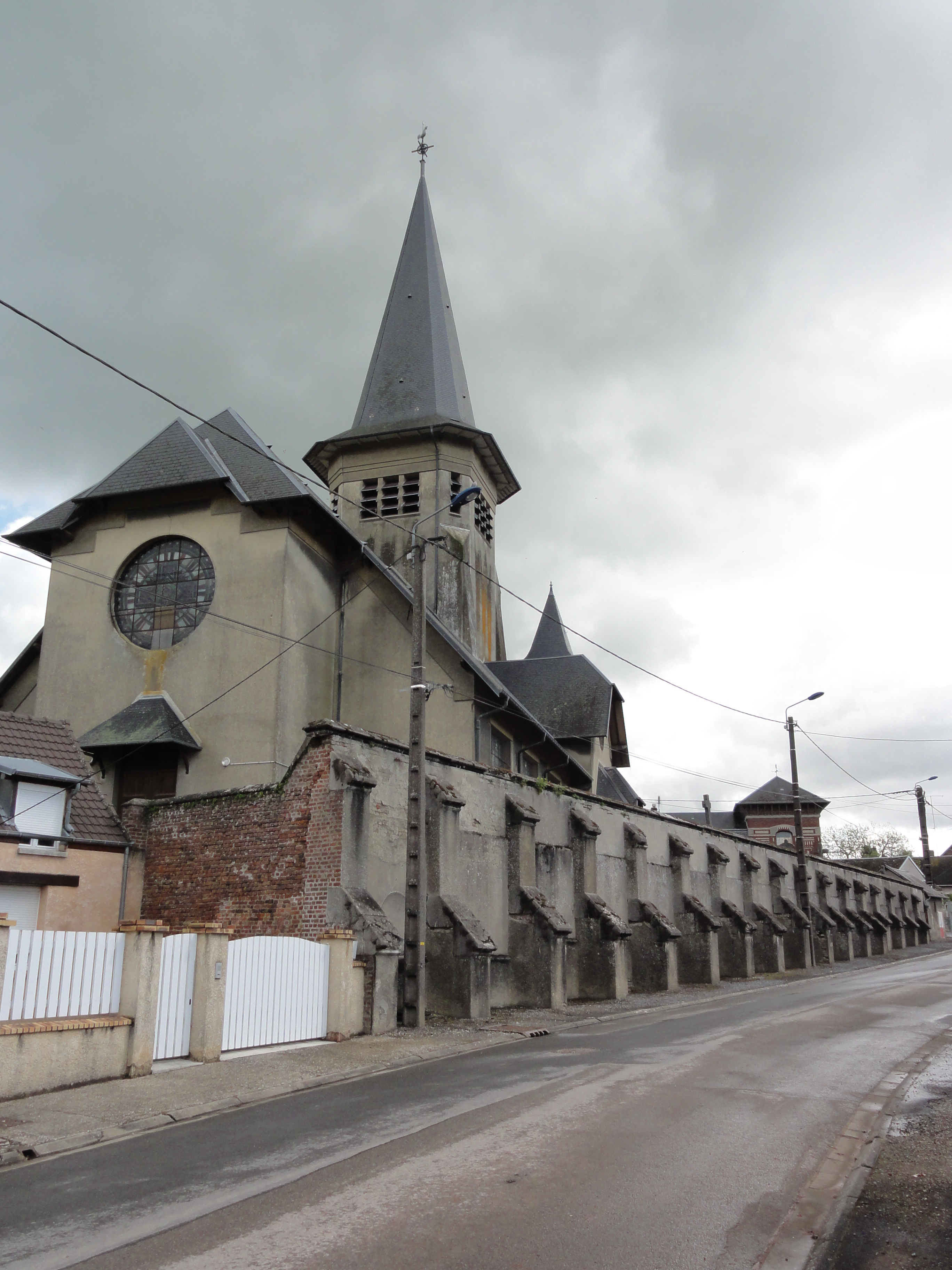
Kirche Saint-Maixent
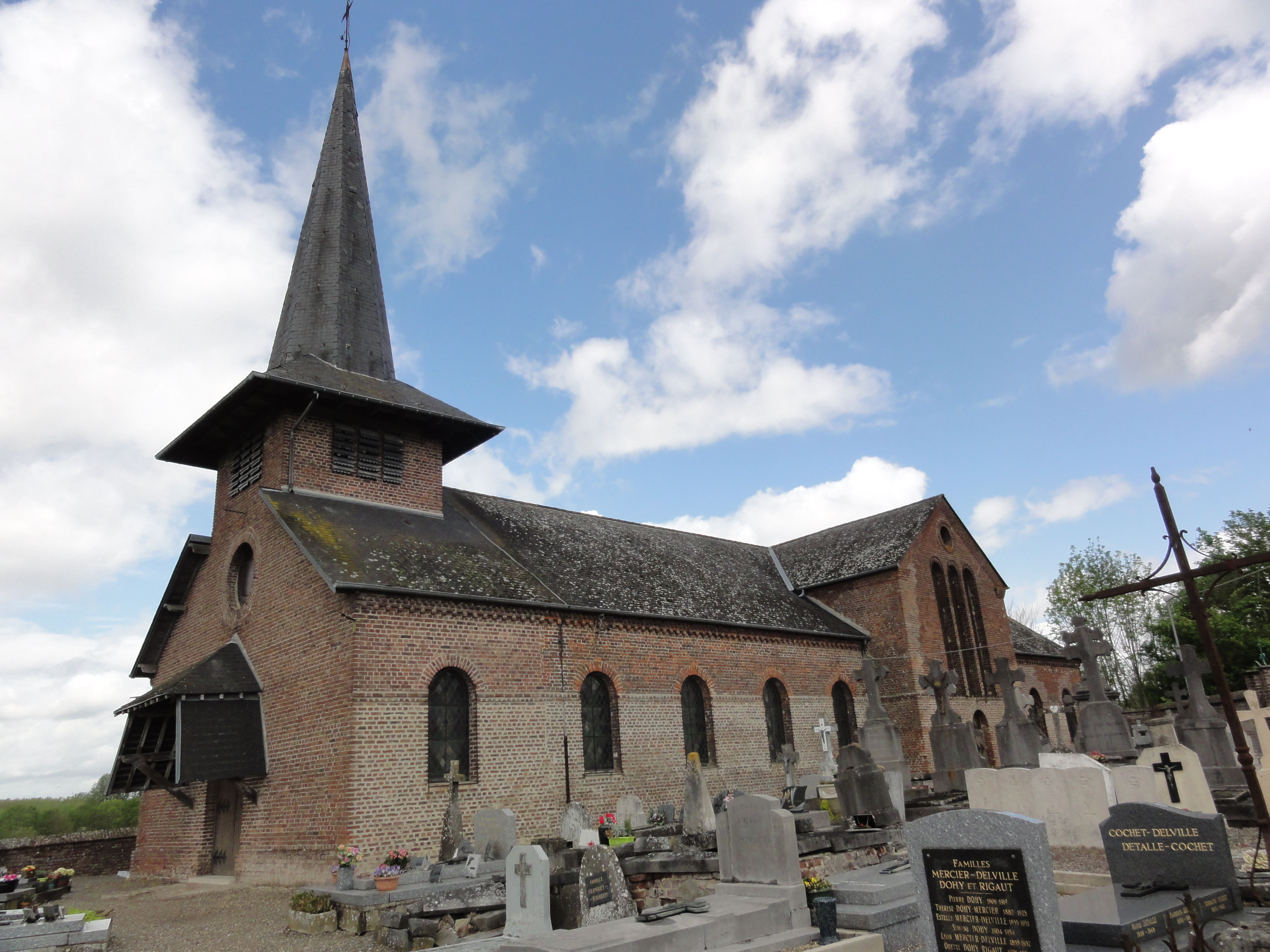
Kirche Sainte-Benoîte
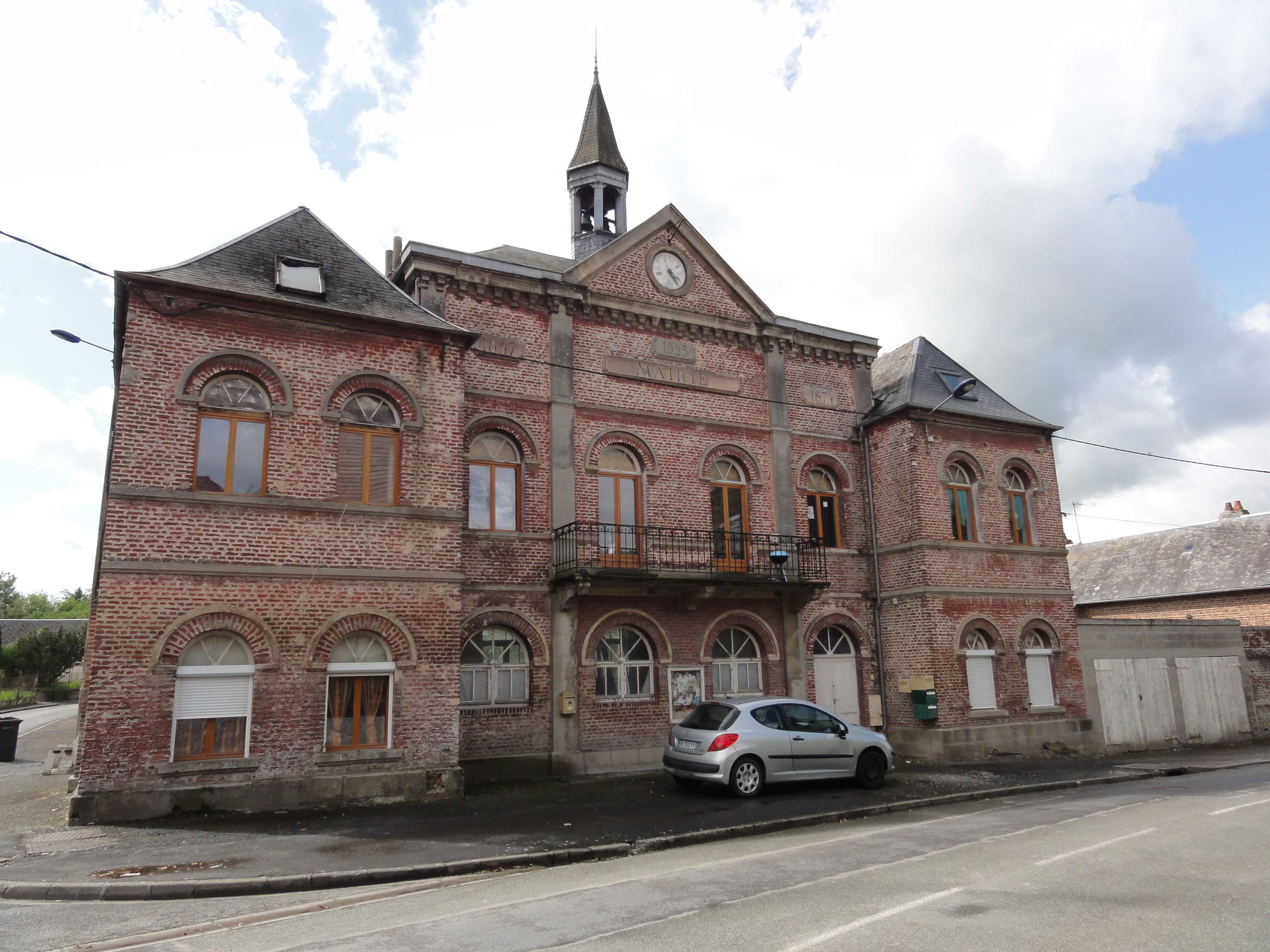
Altes Rathaus von Hamégicourt
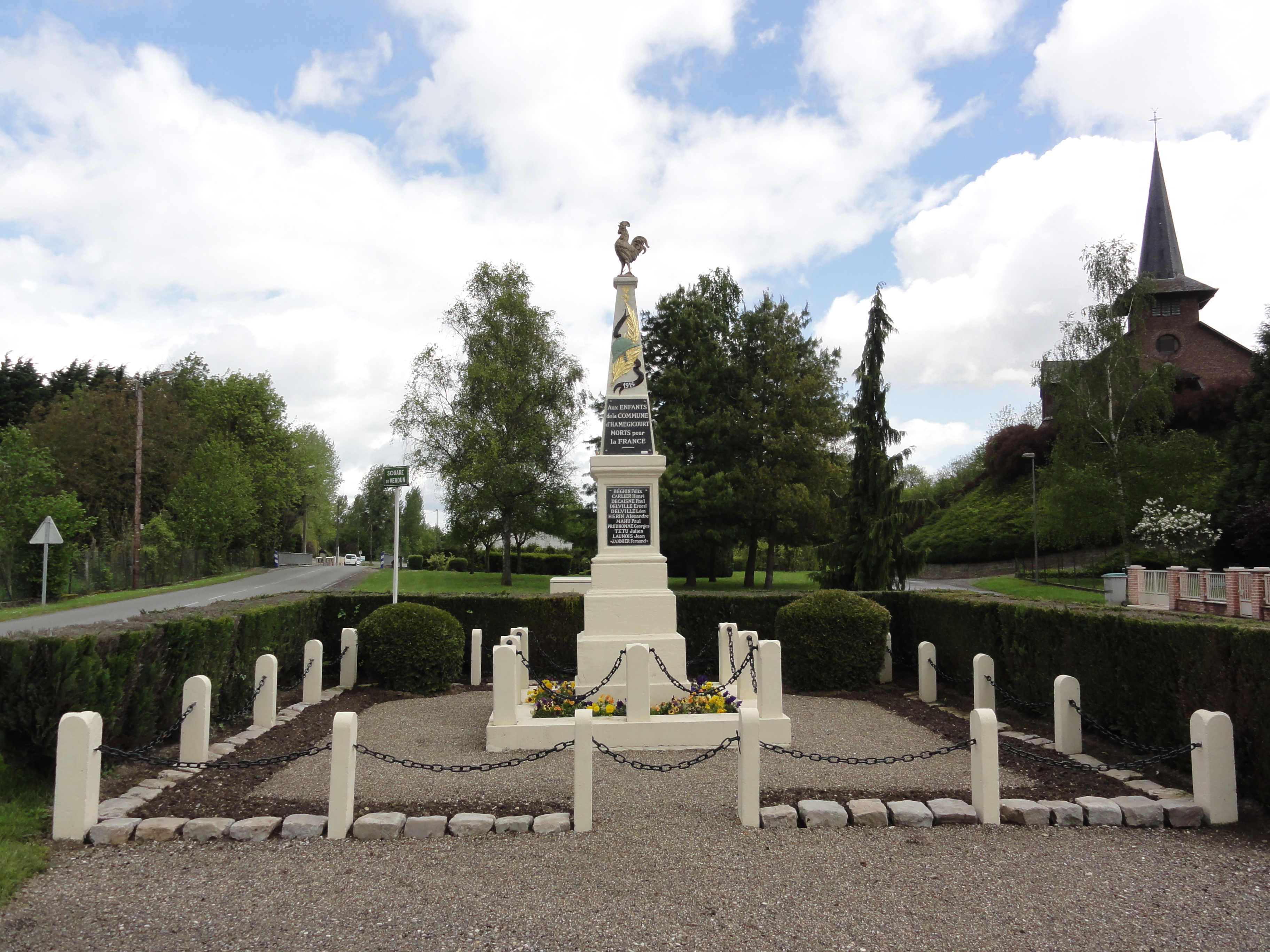
Gefallenendenkmal in Hamégicourt